# Krukowo (województwo zachodniopomorskie)
Krukowo (niem. Kruckenbeck) – wieś w Polsce położona w województwie zachodniopomorskim, w powiecie białogardzkim, w gminie Karlino. W latach 1975–1998 wieś należała do województwa koszalińskiego. W roku 2007 wieś liczyła 237 mieszkańców. Miejscowość wchodzi w skład sołectwa Krukowo.

## Geografia
Wieś leży ok. 2 km na północ od Malonowa.

## Historia
Do 2. poł. XVIII wieku wieś należała do dóbr lennych rodu von Manteuffel. W 1593 roku, z polecenia proboszcza z Karścina Hansa von Manteuffel, przy majątku została zbudowana kaplica. W latach 1773–1774 z dotacji Fryderyka II powstał nowy folwark i park. Gdy właścicielem Krukowa został Johann von Gaudecker, stało się ono majątkiem przynależnym do Karścina. Siedzibę nowego folwarku zbudowano na płaskim terenie przylegającym do łąk i obsadzono dębami (dwa z nich są pomnikami przyrody). Pod koniec XIX wieku (lata 1880–1890) dobra karścińskie podzielono między dwóch braci. Właściciel zamieszkał w Krukowie, znacznie przebudował majątek i przekształcił założenia parkowe.

## Zabytki
Do wojewódzkiego rejestru zabytków wpisane są:
- park pałacowy z 1733 roku, przekształcony w XIX i XX wieku, o pow. 15 ha. Najstarsze zadrzewienia datują się w latach 1773 i 1774; pod koniec XIX wieku von Gaudecker przekształcił założenia parkowe. Do kompozycji parku włączono rozległą dolinę ze strumieniem. Park rozpoczynał się w okolicach kościoła a kończył przy grobowcach rodzinnych. Poniżej dworu, na sztucznie usypanym wzniesieniu, założono staw. W latach 1900–1915 na lekkim wzniesieniu założono mały, rodzinny cmentarz. W tym czasie znacznie wzbogacono drzewostan parku o drzewa rodzime, założono też sad. Obecnie park stanowi dużą grupę zieleni ciągnącą się prawie wzdłuż całej wsi i widoczny jest z drogi do Karścina. Do dzisiaj układ przestrzenny parku jest czytelny. Łąka nadal posiada charakter krajobrazowy, brzegi strumienia porośnięte są olchą i krzewami. Staw wysechł, cmentarz jest niedostępny, z kościoła pozostały resztki, a piwniczka w parku jest stosem kamieni. W pałacu mieszczą się mieszkania prywatne.
- ruina kościoła ewangelickiego z lat 1820–1824[5].

inne
- Dwór w Krukowie

## Przyroda
Pomnikami przyrody w Krukowie są dwa dęby szypułkowe: jeden w parku przy ruinach kościoła o obw. 570 cm, wiek 400 lat, wys. 25 m; drugi o obw. 420 cm, przy drodze wiejskiej.

## Kultura i sport
Jest tutaj boisko sportowe oraz świetlica wiejska.